# Depot von Bothenheilingen

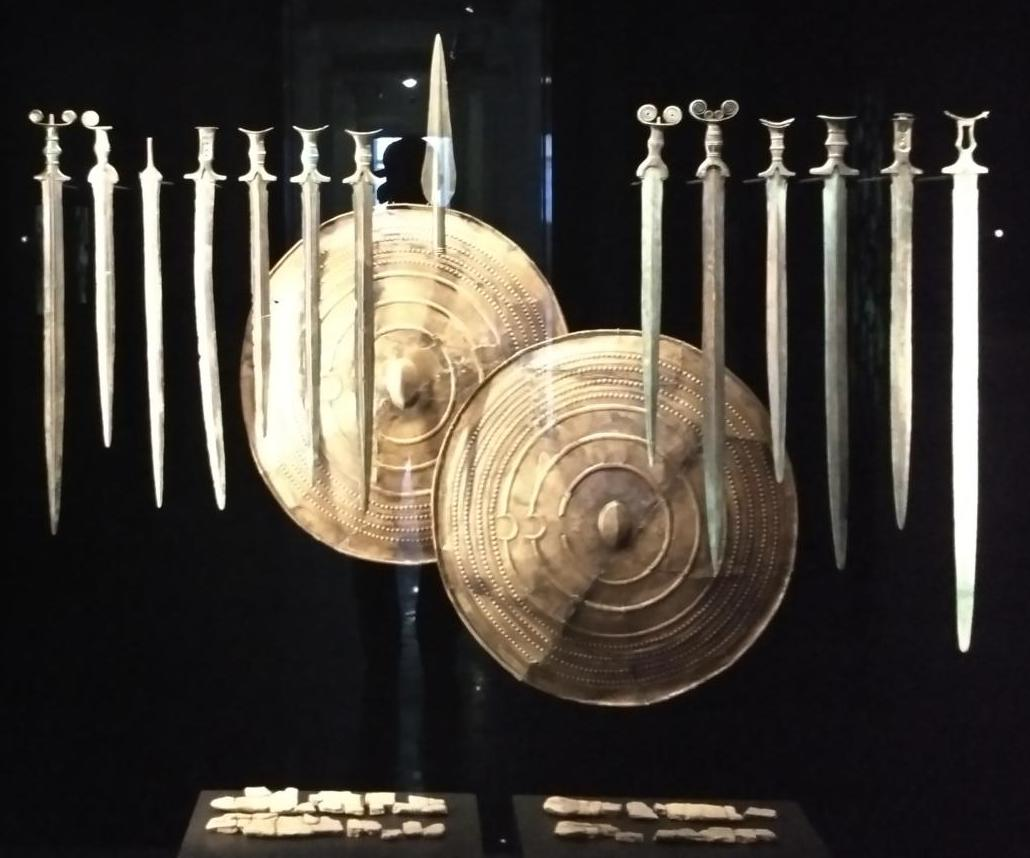
Die Depotfunde von Bothenheilingen (rechts) und Kehmstedt (links) mit den Bronzeschilden von Herzsprung (Brandenburg) und zwei Schwertgussformen aus Wennungen (Sachsen-Anhalt); Landesmuseum für Vorgeschichte, Halle (Saale)

Das Depot von Bothenheilingen ist ein aus sechs Schwertern bestehender Depotfund der späten Bronzezeit aus Bothenheilingen im Unstrut-Hainich-Kreis, Thüringen. Das Depot stammt aus dem 9. oder 8. Jahrhundert v. Chr. Es ist heute im Landesmuseum für Vorgeschichte in Halle (Saale) ausgestellt.

## Fundgeschichte
Das Depot wurde 1931 beim Ausheben einer Rübenmiete entdeckt. Es lag in einer Tiefe von etwa 0,5 m.

## Beschreibung
Die Schwerter lagen bei der Auffindung des Depots dicht beieinander und ihre Spitzen zeigten alle nach Südwesten, was darauf schließen lässt, dass sie in einem Bündel niedergelegt worden waren. Die Schwerter bilden drei Paare mit je einem kurzen und einem langen Exemplar vom gleichen bzw. ähnlichen Typ. Es handelt sich um zwei Antennenschwerter, zwei Möringenschwerter sowie ein langes Schwert vom Typ Tachlovice und ein ihm ähnliches Auvernierschwert.
Die Schwerter haben folgende Maße:
| Nr.                | Gewicht  | Gesamtlänge | Klingenlänge | max. Klingenbreite |
| ------------------ | -------- | ----------- | ------------ | ------------------ |
| Antennenschwert 1  | 1,134 kg | 84,1 cm     | 70,7 cm      | 3,9 cm             |
| Antennenschwert 2  | 0,798 kg | 65,2 cm     | 52,2 cm      | 3,7 cm             |
| Möringenschwert 1  | 1,155 kg | 80,1 cm     | 69,8 cm      | 4 cm               |
| Möringenschwert 2  | 0,518 kg | 64,8 cm     | 54,6 cm      | 3,5 cm             |
| Tachlovice-Schwert | 1,088 kg | 84,5 cm     | 73,5 cm      | 4,2 cm             |
| Auvernierschwert   | 0,8 kg   | 73,1 cm     | 62,7 cm      | 3,4 cm             |

Eines der Antennenschwerter weist auf der Klinge, unmittelbar unter dem Heft eine Verzierung in Form von vier Tierwesen auf. Je zwei Wesen stehen sich spiegelbildlich gegenüber. Sie erinnern an Enten oder ähnliche Wasservögel, weisen aber seltsamerweise jeweils vier Beine auf. Auch das Heft selbst ist verziert. Hier ist ein Schiff abgebildet. Schiffe und Vögel gehören neben Radkreuzen zu den typischen Motiven der Kunst des 11.–8. Jahrhunderts in Europa. Das konkrete Bildensemble auf dem Schwert von Bothenheilingen ist allerdings ohne Parallele.